# Seggiano
Seggiano est une commune italienne située dans la province de Grosseto en Toscane qui fait partie de l'union des communes de montagne Amiata-Grossetana.

## Histoire
Le centre a été construit au début du Xe siècle comme possession de l'abbaye de San Salvatore au Mont Amiata, qui après l'an 1000 a cédé une partie des droits sur l'abbaye de Sant'Antimo.
La domination siennoise a commencé dans la seconde moitié du XIIIe siècle, au cours de laquelle les familles Salimbeni ont exercé une forte influence jusqu'à la fin du XIVe siècle et les familles Ugurgieri à partir du XVe siècle.
Le centre resta dans le cadre territorial de la république de Sienne jusqu'en 1555, année où il fut intégré au grand-duché de Toscane, suivant son sort à partir de ce moment.

## Administration

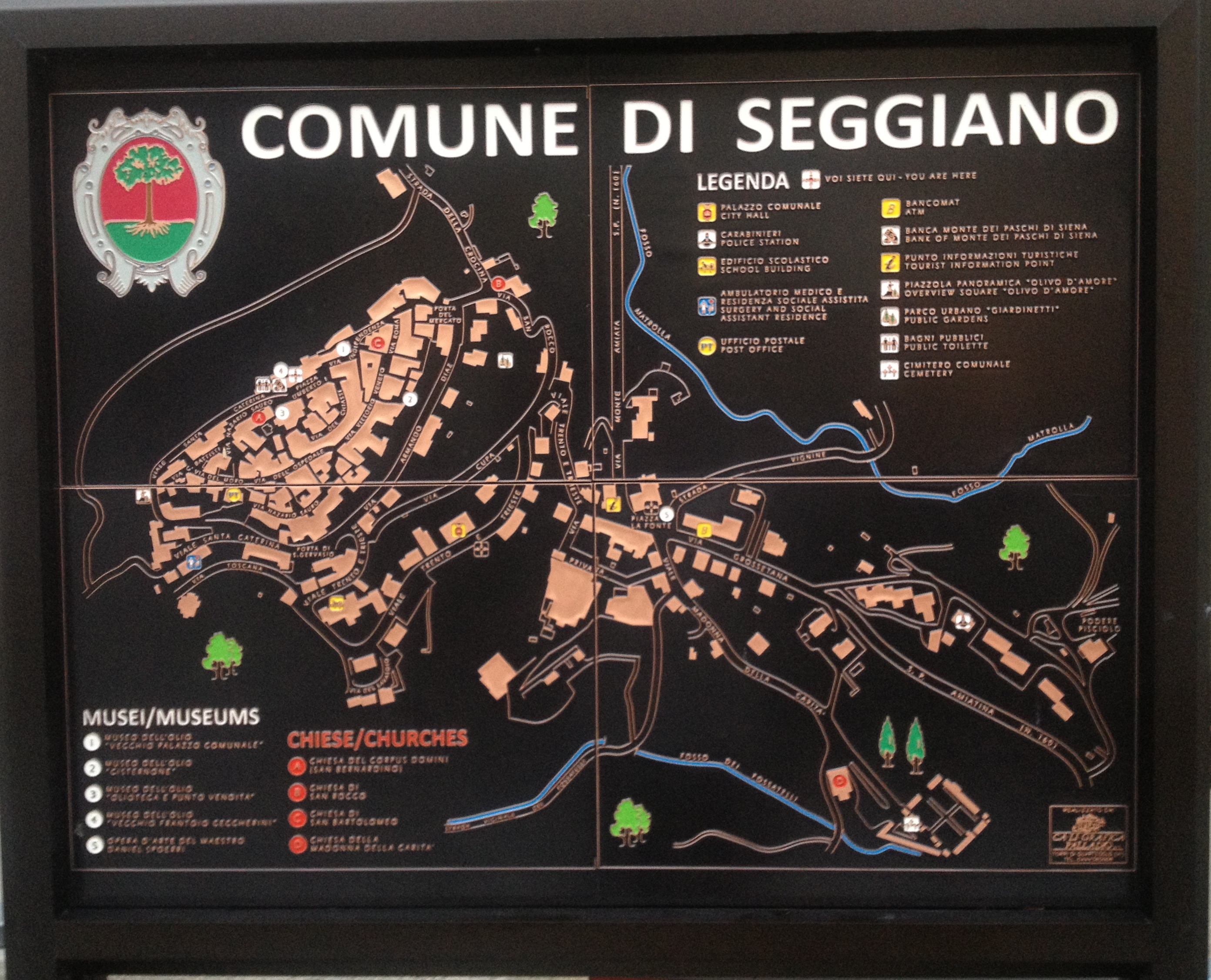
Le plan de Seggiano

| Période                                  | Période  | Identité      | Étiquette | Qualité |
| ---------------------------------------- | -------- | ------------- | --------- | ------- |
| 2019                                     | En cours | Daniele Rossi |           |         |
| Les données manquantes sont à compléter. |          |               |           |         |

### Hameaux
Pescina.

### Communes limitrophes
Abbadia San Salvatore, Castel del Piano, Castiglione d'Orcia

## Lieux d'intérêt
- Il Giardino di Daniel Spoerri de l'artiste suisse Daniel Spoerri qui rassemble  ses œuvres propres et d'autres œuvres d'artistes amis suisses et italiens, et les expose dans son domaine.
- Les murailles de Seggiano
- Le château du Potentino

## Produits locaux
- le pecorino di Seggiano, un  pecorino  affiné